# Hymenophyllum simplex
Hymenophyllum simplex är en hinnbräkenväxtart som beskrevs av Conrad Vernon Morton. Hymenophyllum simplex ingår i släktet Hymenophyllum och familjen Hymenophyllaceae. Inga underarter finns listade.